# Johann Christian Thomas Starke
Johann Christian Thomas Stark(e) (* 1764 (?) in Weimar; † 1840 ebenda) war ein deutscher Kupferstecher.
Auch seine Söhne und Heinrich Eduard Starke (1802–1844) und Franz Heinrich Ernst Albert Starke (1804–1872) wurden Kupferstecher und waren wie er für das von Friedrich Justin Bertuch begründete Unternehmen tätig. Sie hatten vermutlich bei ihm ihr Handwerk gelernt. Starke wurde von Bertuch durch Heirat an das Unternehmen gebunden. Das offenbart ein Tagebucheintrag von Carl August Böttiger vom 17. Dezember 1795, als die Unternehmenslage zwischen 1793 und 1795 als „äußerst kritisch“ bezeichnet wurde. Bertuch zog dem Eintrag nach auch den Geographen Adam Christian Gaspari aus Hamburg nach Weimar. Bertuch hatte sich auf riskante Geschäfte im Ausland eingelassen, die nicht erfolgreich waren. Im Corpus naturwissenschaftlicher Goethezeichnungen findet sich auch eine Arbeit Starkes aus dem Jahre 1831. Starke war aber bereits 1824 für Goethes naturwissenschaftliche Arbeiten tätig. Stark hatte 1824 wegen der Illumination von Goethes Farbenlehre, dessen Werk von 1830 zu tun und steuerte für dessen Metamorphose der Pflanzen zehn colorierte Zeichnungen für die Erläuterungen bei. Starkes Mitwirkung ist auch am Werk Goethes, welches dieser Alexander von Humboldt widmete, nachweisbar: Höhen der alten und neuen Welt. Die Zeichnung Goethes Bleistift und Feder in Grau von 1807 stach Starke, das bei Bertuch erschien.
Er war nicht nur Kupferstecher, sondern auch Faktor, d. h. Teilhaber der Kupferdruckerei des Landes-Industrie-Comptoirs.